# Les Islettes
Les Islettes település Franciaországban, Meuse megyében. Lakosainak száma 696 fő (2022. január 1.). Les Islettes Sainte-Menehould, Clermont-en-Argonne, Futeau és Le Neufour községekkel határos.

## Népesség
A település népességének változása:
| Lakosok száma | 1023 | 788  | 815  | 825  | 795  | 767  | 747  | 715  | 708  | 696  |
|               | 1968 | 1982 | 1990 | 2006 | 2013 | 2015 | 2017 | 2019 | 2020 | 2022 |